# Alexander Reiner
Alexander Reiner (* 4. März 1885 in Panschwitz; † 10. Mai 1960 in Berlin-Spandau) war ein deutscher Zahnarzt, SS-Führer sowie Lagerkommandant des KZ Columbia und des KZ Sachsenburg während der Zeit des Nationalsozialismus.

## Leben
Nach dem Abschluss des Humanistischen Gymnasiums studierte Reiner Zahnmedizin an der Universität Leipzig und erhielt 1912 seine Approbation als Zahnarzt. Der promovierte Zahnmediziner leistete ab 1914 seine Militärdienstpflicht beim 1. königlichen sächsischen Ulanenregiment ab und war Teilnehmer des Ersten Weltkriegs bis 1916. Aufgrund einer Ruhrerkrankung war er nicht mehr kriegsverwendungsfähig und arbeitete danach als Zahnmediziner im Festungslazarett Danzig. Reiner, seit 1917 verheiratet, ließ sich 1918 als Zahnarzt in Danzig-Langfuhr nieder.
Reiner trat zum 1. Juli 1931 der NSDAP bei (Mitgliedsnummer 577.431). Spätestens Anfang der 1930er Jahre stieß er zur SS (SS-Nummer 49.274). Durch Förderung von SS-Gruppenführer Werner Lorenz erreichte Reiner in der SS hohe Dienstränge. Vom 13. November 1933 bis 19. Oktober 1934 war Reiner SS-Führer im SS-Abschnitt XXVI mit Dienstsitz in Danzig.
Nach einer kurzen Einführung in das Konzentrationslagerwesen im KZ Dachau wurde Reiner am 2. November 1934 als SS-Oberführer Lagerkommandant im KZ Sachsenburg und wechselte bereits am 1. Dezember 1934 als Lagerkommandant in das KZ Columbia. Am 18. April 1935 wurde Reiner gemeinsam mit dem Leiter der Wachmannschaft Schmidt zunächst beurlaubt. Hintergrund dieser Maßnahme war die gemeinsame Flucht eines SS-Mannes mit zwei Häftlingen sowie die Tötung zweier Gefangener. Reiner kam am 6. Mai 1935 in Untersuchungshaft wegen des Tatvorwurfs der Anstiftung zum Totschlag. Das Strafverfahren wurde eingestellt und Reiner am 13. Juni 1935 aus der SS entlassen. Reiner war ab dem 6. Dezember 1934 durch den Reichsführer SS Heinrich Himmler als Lagerkommandant für das KZ Dachau vorgesehen, trat diesen Posten jedoch aufgrund des Vorwurfs des korrupten Verhaltens nicht an.
Danach arbeitete Reiner als niedergelassener Zahnarzt in Berlin-Charlottenburg.